# Mount Carmel Cemetery
Mount Carmel Cemetery è un cimitero cattolico situato a Hillside, vicino a Chicago.  Mount Carmel si trova nella giurisdizione dell'Arcidiocesi di Chicago, inoltre si trova vicino l'Interstatale 290. È adiacente a due altri cimiteri: il Queen of Heaven Cemetery e l'Oakridge Glen Oaks Cemetery.
Il cimitero venne consacrato nel 1901. Vi sono circa 226 275 salme sepolte, alla media di 800 l'anno.

## Persone sepolte a Mt. Carmel
- Julia Buccola Petta - detta "The Italian Bride"

### Personaggi religiosi
- Samuel Cardinal Stritch
- John Cardinal Cody
- Joseph Cardinal Bernardin

### Personaggi del crimine
- Al Capone
- Fratelli Genna - Sam, Vincenzo, Pete, "Bloody" Angelo, Antonio, and Mike "The Devil".
- Sam Giancana
- Antonino Lombardo
- Jack McGurn
- Mike Merlo
- Frank Nitti
- Dean O'Banion
- Earl Weiss